# Ngân Xuyên

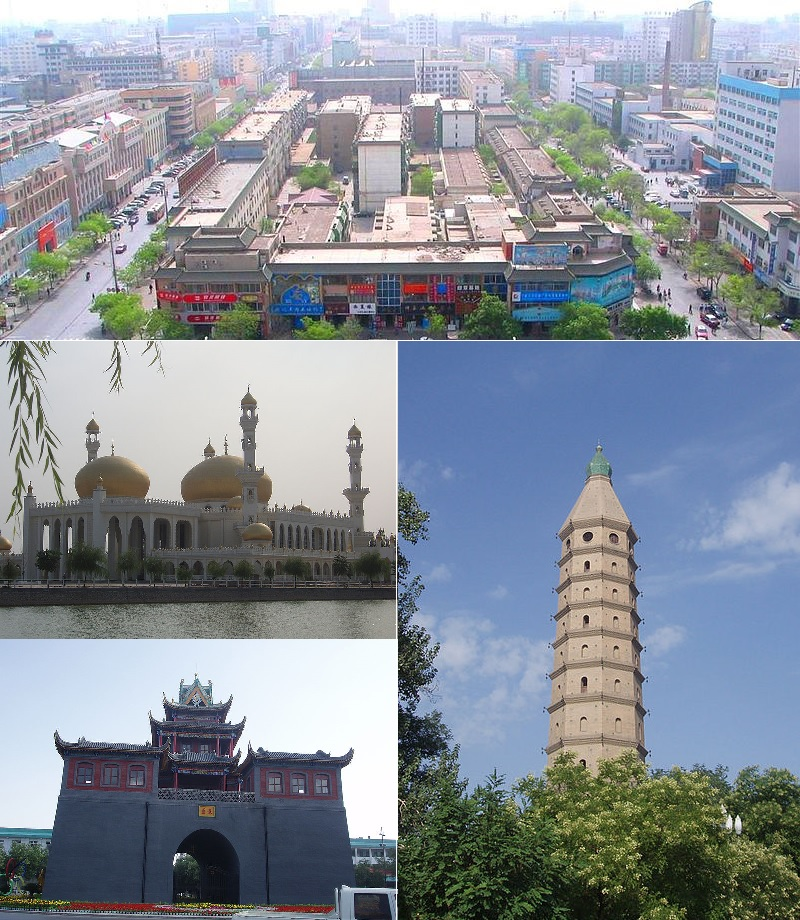
Ngân Xuyên

Thành phố Ngân Xuyên (giản thể: 银川市, phồn thể: 銀川市, bính âm: Yínchuān Shì, tiếng Anh: Yinchuan City) là thủ phủ của khu tự trị Ninh Hạ, Trung Quốc, trước đây từng là kinh đô của nhà Tây Hạ. Thành phố Ngân Xuyên có diện tích 6.945,9 km², dân số năm 2020 là 2.859.074 người, trong đó 2.564.918 người sống trong vùng nội thành.

## Vị trí địa lý
- Kinh độ: Đông 105°49’ ～ 106°35’
- Vĩ độ: Bắc 38°08’ ～ 38°51’

## Khí hậu
Nằm trong khu vực ôn đới và miền núi cao nên không quá nóng về mùa hè và cũng không quá lạnh về mùa đông. Nhiệt độ trung bình cả năm là 8,5 °C.
- Lượng mưa trung bình: 200 mm
- Thời gian băng giá trung bình: 158 ngày

## Phân chia hành chính
Địa cấp thị Ngân Xuyên hiện tại chia ra thành 3 quận, 1 huyện cấp thị và 2 huyện:
- Quận:
  - Hưng Khánh
  - Kim Phượng
  - Tây Hạ
- Huyện cấp thị:
  - Linh Vũ
- Huyện:
  - Hạ Lan
  - Vĩnh Ninh

## Kinh tế
Thu nhập trên đầu người là ¥ 11.975 (1 nhân dân tệ xấp xỉ 3.500 VNĐ) hay xấp xỉ US$ 1.450 năm 2003, đứng thứ 197 trong 659 thành phố của Trung Quốc.
- Công nghiệp: sản xuất các loại vòng bi (cuxinê).
- Nông nghiệp: câu kỷ tử, lúa mì, táo, lúa gạo,…

## Các vấn đề khác
- Du lịch: hồ muối, lăng mộ các vua Tây Hạ.
- Kiến trúc: nhà thờ Hồi giáo.
- Văn hóa: Những người dân thiểu số không ăn thịt lợn (heo), không uống rượu và không hút thuốc.
- Giáo dục: Trường đại học tổng hợp Ninh Hạ.